# Stämning (juridik)
Stämning är en rättsprocess rörande tvistemål mellan en kärande och en svarande. Stämning kan även avse brottmål då en åklagare stämmer en svarande. Stämningen innebär att svaranden/den misstänkte stäms att i svaromål eller huvudförhandling svara på hur han/hon ställer sig till kärandens/åklagarens yrkande (det vill säga käromålet eller åtalet). Om så ej sker kan i Sverige tredskodom utdömas i tvistemål och i enklare brottmål kan utevarohandläggning ske.

## Stämningsansökan i Sverige
Stämningsansökan är den ansökan som käranden i tvistemål, alternativt en åklagare i brottmål, tillställer en allmän domstol. I ansökan ska parterna och yrkande tydligt anges.  

### Tvistemål
I samband med att stämningsansökan inges ska käranden erlägga en ansökningsavgift till domstolen.
I tvistemål ska stämningsansökan innehålla ett tydligt yrkande till exempel "A yrkar att tingsrätten ålägger B att till A betala 100 000 kr i enlighet med avtalet C". Detta kallas talan om fullgörelse, där man yrkar att domstolen ska ålägga svaranden att betala ett visst belopp eller återlämna en viss sak. Dom som grundar sig på ett yrkande om fullgörelse blir exigibel, det vill säga den kan verkställas med kronofogdens hjälp. 
Yrkandet kan även vara ett fastställelseyrkande, där käranden yrkar att domstolen ska fastställa att ett visst rättsförhållande föreligger. Stämningsansökan skall vidare innehålla de rättsliga grunder som käranden baserar yrkandet på till exempel att B lånat 100 000 kr av A den 15 maj med återbetalning den 15 juni men att han den 15 juli fortfarande inte betalat tillbaka lånet. I ansökan ska även anges den bevisning som käranden åberopar. Kärandens yrkanden och grunder samt svarandens inställning till dessa bildar ramen för processen och domstolen är förhindrad att döma utanför denna ram. 
Exempel på en mycket enkel stämningsansökan kan man läsa på Domstolsverket webbplats. Stämningsansökan finns även i engelsk översättning.

### Brottmål
I brottmål ska stämningsansökan innehålla ett yrkande med en gärningsbeskrivning till exempel. "Åklagaren yrkar ansvar å A för misshandel enligt 3 kap 5 § Brottsbalken.
A har den 15 maj på Sergels Torg i Stockholm med knytnäven riktat ett slag mot Bs ansikte som träffat B vid tinningen. Slaget innebar skada för B i form av blåmärke, svullnad och en lättare hjärnskakning samt har åsamkat B smärta i form av ömhet vid tinningen och huvudvärk." 
Domstolen är inte bunden av åklagarens brottsrubricering - i exemplet ovan misshandel - utan kan välja att döma A för grov eller ringa misshandel iställlet så länge gärningsbeskrivningen täcker de objektiva rekvisiten som står i brottsbalken. De rättsliga grunderna för åtal är att gärningsbeskrivningen innehåller all information som krävs för en fällande dom. I stämningsansökan skall det även anges all bevisning åklagaren åberopar. 

## Fotnoter
1. ↑  Enkel stämningsansökan http://www.domstol.se/Publikationer/Blanketter/DV_161.pdf Arkiverad 14 augusti 2010 hämtat från the Wayback Machine.
2. ↑  Stämningsansökan på engelska http://www.dom.se/Publikationer/Blanketter/Andra_sprak/DV_161_eng.doc Arkiverad 4 mars 2016 hämtat från the Wayback Machine.